# Knut Nilsson (fotbollsspelare)
Knut "Knutte" Oskar Valfrid Nilsson, född 22 mars 1887 i Hedvig Eleonora församling, Stockholm , död där 3 december 1959, var en svensk amatörfotbollsspelare (anfallare och senare mittfältare). 
Under hela sin klubbkarriär var Nilsson trogen AIK där han blev känd som en sträng men respekterad lagkapten som stod bakom den speciella AIK-stilen, det så kallade "Smoking-liret", grundat på kortpassningar och samspel . 
Spelande för AIK vann Nilsson 3 SM-guld i fotboll och 1 i bandy – även där under några år som lagkapten. Nilsson hade en "näsa för talang" och samtidigt som han spelade var han en av AIK:s mest pålitliga talangscouter; bland andra rekryterade han den kommande storspelaren Helge Ekroth.
Under åren 1911–1915 spelade han i det svenska landslaget och blev även uttagen i den svenska fotbollstruppen till OS i Stockholm 1912. Under turneringen var han dock endast reserv och fick ingen speltid. Nilsson spelade sammanlagt 9 landskamper (0 mål).
Förutom fotboll och bandy representerade Nilsson sin klubb AIK också i längdskidåkning.

## Meriter

### Fotboll

#### I klubblag
AIK
- Svensk mästare (3): 1911, 1914, 1916

#### I landslag
Sverige
- Uttagen till OS (1):  1912 (Ingen speltid)
- 9 landskamper, 0 mål

#### Individuellt
- Mottagare av Stora grabbars märke, 1928

### Bandy
AIK
- Svensk mästare (1): 1914

### Webbsidor
- Aikare i OS
- Lista på landskamper, svenskfotboll.se, läst 2013 01 29
- "Olympic Football Tournament Stockholm 1912", fifa.com, läst 2013 01 29